# Concursul Eurovision pentru tineri dansatori 2001
Ediția cu numărul 9 a Concursului Eurovision pentru tineri dansatori s-a desfășurat la Lyon, în Regatul Unit, pe 22 iunie 2001. Au participat 17 țări. Anul acesta a fost primul an din istoria concursului când Spania nu a participat. Alături de aceasta și Franța a ales să se retragă. A avut loc și o semifinală care a hotărât cei 11 finaliști. Șeful juriului a fost Matthew Bourne.

## Juriul
Masa juriului a fost compusă anul acesta din 5 membri de diferite naționalități.
| Nume                          | Naționalitate |
| ----------------------------- | ------------- |
| Matthew Bourne șeful juriului | Regatul Unit  |
| Amanda Miller                 | SUA           |
| Maina Gielgud                 | Regatul Unit  |
| Monique Veaute                | Italia        |
| Samuel Wuersten               | Elveția       |

## Participanții și clasamentul final

### Țările Participante
| Legendă | Această țară s-a calificat în finală | Această țară nu s-a calificat în finală |

| Rezultat | Țară           | Reprezentant                          |
| -------- | -------------- | ------------------------------------- |
|          | Belgia         | Jeroen Verbruggen                     |
|          | Germania       | Thiago Bordin                         |
|          | Finlanda       | Johana Nuutinen                       |
|          | Polonia        | David și Marcin Kupinski              |
|          | Regatul Unit   | Jamie Bond                            |
|          | Suedia         | Johan Thelander și Elizavelta Penkova |
|          | Elveția        | Sarah Kora Dayanova                   |
|          | Republica Cehă | Marek Kasparpwky și Jiri Polorny      |
|          | Estonia        | Sergei Upkin                          |
|          | Letonia        | Anna Novikova                         |
|          | Țările de Jos  | Golan Yosef și Maartje Hermans        |
| -        | Slovenia       | Eva Gasparic                          |
| -        | Cipru          | Marina Kyriakidou                     |
| -        | Grecia         | Olga Tsimourta și Tina Nassika        |
| -        | Austria        | Rainer Krenstetter                    |
| -        | Irlanda        | Sarah Reynolds                        |
| -        | Norvegia       | Tale Dolven                           |

### Clasamentul Final
| Rezultat | Țară          | Reprezentant                          |
| -------- | ------------- | ------------------------------------- |
| 2        | Belgia        | Jeroen Verbruggen                     |
| -        | Germania      | Thiago Bordin                         |
| -        | Finlanda      | Johana Nuutinen                       |
| 1        | Polonia       | David și Marcin Kupinski              |
| -        | Regatul Unit  | Jamie Bond                            |
| -        | Suedia        | Johan Thelander și Elizavelta Penkova |
| -        | Elveția       | Sarah Kora Dayanova                   |
| -        | Letonia       | Anna Novikova                         |
| 3        | Țările de Jos | Golan Yosef și Maartje Hermans        |

## Predecesor și Succesor
| Predecesor: Lyon 1999 | Concursul Eurovision pentru tineri dansatori Londra 2001 | Succesor: Amsterdam 2003 |